# Komitet Petycyjny „Pozostaniemy wierni”
Komitet Petycyjny „Pozostaniemy wierni” (cz. Petiční výbor „Věrni zůstaneme“, PVVZ) – czeska organizacja (konspiracyjna od 1939).
Założona przez lewicowych socjaldemokratów w 1938 wobec zagrożenia hitlerowskiego. „Pozostaniemy wierni” to słowa Edvarda Beneša wypowiedziane na pogrzebie Tomáša Masaryka. Od marca 1939 organizacja działała w konspiracji. Działalność prowadziła głównie w związkach zawodowych (NOUZ), początkowo do grona kierownictwa należeli prof. V. Jankovec, doc. J. Fischer, dr K. Bondy. W 1940 weszła w skład Centralnego Komitetu Krajowego Ruchu Oporu. Przywódcy PVVZ zostali aresztowani w końcu 1941 roku.